# Río Morava
El río Morava (en checo y eslovaco: Morava; en alemán: March) es un río en Europa Central, un afluente por la izquierda del Danubio. Es el río más importante de Moravia (Europa Central), cuyo nombre deriva de él. El río nace en el monte Králický Sněžník en el noroeste de Moravia, cerca de la frontera entre la República Checa y Polonia, y fluye hacia el sur. Su curso bajo forma la frontera entre la República Checa y Eslovaquia y entre Austria y Eslovaquia. Es un río de aguas negras.

## Historia
Las riberas del Morava han estado habitadas desde hace mucho tiempo. El pueblo de Stillfried, en la parte austriaca del río, fue el lugar de un asentamiento humano ya hace 30.000 años. La agricultura comenzó a practicarse en el valle del Morava hace aproximadamente 7.000 años, y los asentamientos fortificados comenzaron a aparecer durante el Neolítico.
El curso inferior del río, aguas abajo de la confluencia con el Thaya en Hohenau an der March, que hoy marca la frontera austroeslovaca, es una de las fronteras nacionales más antiguas que aún existen en Europa continental: era la frontera oriental del Imperio Carolingio con el pueblo ávaro alrededor del año 800, y a partir del siglo X marcó la frontera de la marca de Austria más tarde Ducado de Austria, con el Reino de Hungría (dentro de la Monarquía de los Habsburgo durante 1526-1918 debido a la expansión imperial). Durante la Guerra Fría, este tramo del río formó parte del Telón de Acero, formando la frontera entre Austria y Checoslovaquia.

### Inundación de 1997
En julio de 1997, la cuenca del Morava (especialmente su parte septentrional y oriental) se vio afectada por fuertes precipitaciones que duraron varios días y causaron inundaciones catastróficas, que también afectaron a la cuenca del río Oder en Polonia y Alemania. En Chequia, 49 personas perdieron la vida, más de 250 aldeas tuvieron que ser evacuadas y los daños ascendieron a 63.000 millones de coronas checas.

## Curso
El río nace en las montañas Králický Sněžník en el noroeste de Moravia, no lejos de la frontera con Polonia. Las tierras bajas formadas por el río son el valle de Alta Moravia u Hornomoravský úval y luego el valle de Baja Moravia o Dolnomoravský úval en Moravia, el campo de Morava o Marchfeld en Baja Austria, y la llanura de Záhorie o Záhorská nížina en Eslovaquia. Los tres últimos son en realidad partes continuas de una gran cuenca, formando la mayor parte de la cuenca de Viena.
En la República Checa, hay algunas ciudades grandes que se encuentran en Morava, como Olomouc, Kroměříž, Otrokovice, Uherské Hradiště y Hodonín. Brno, la segunda ciudad más grande de la República Checa, se encuentra dentro de la cuenca fluvial[1]. aguas abajo de Hodonín, el río fluye a lo largo de una zona fronteriza poco habitada y boscosa, hasta su desembocadura en el Danubio, justo debajo del castillo de Devín en las afueras de la capital eslovaca Bratislava. Después de 354 km de su curso, el Morava alimenta el Danubio con un caudal medio de 120 m³, recogido en una cuenca de drenaje de 26 658 km².
El afluente más largo del río es, con diferencia, el Thaya (en alemán) o el Dyje (en checo), que fluye en el punto triple de Austria, la República Checa y Eslovaquia. El mayor afluente por la izquierda es el Bečva.
El Morava es un río de tierras bajas con una cuenca que consiste en un 51 por ciento de llanuras; las montañas constituyen sólo el siete por ciento de la cuenca mientras que el 35 por ciento se considera de tierras altas. La pendiente media del río es 1.8‰ y en la confluencia 4‰. El lecho rocoso de la cuenca del río es en su mayor parte roca cristalina y flysch.
El río Morava es inusual porque es un río de aguas negras europeo.

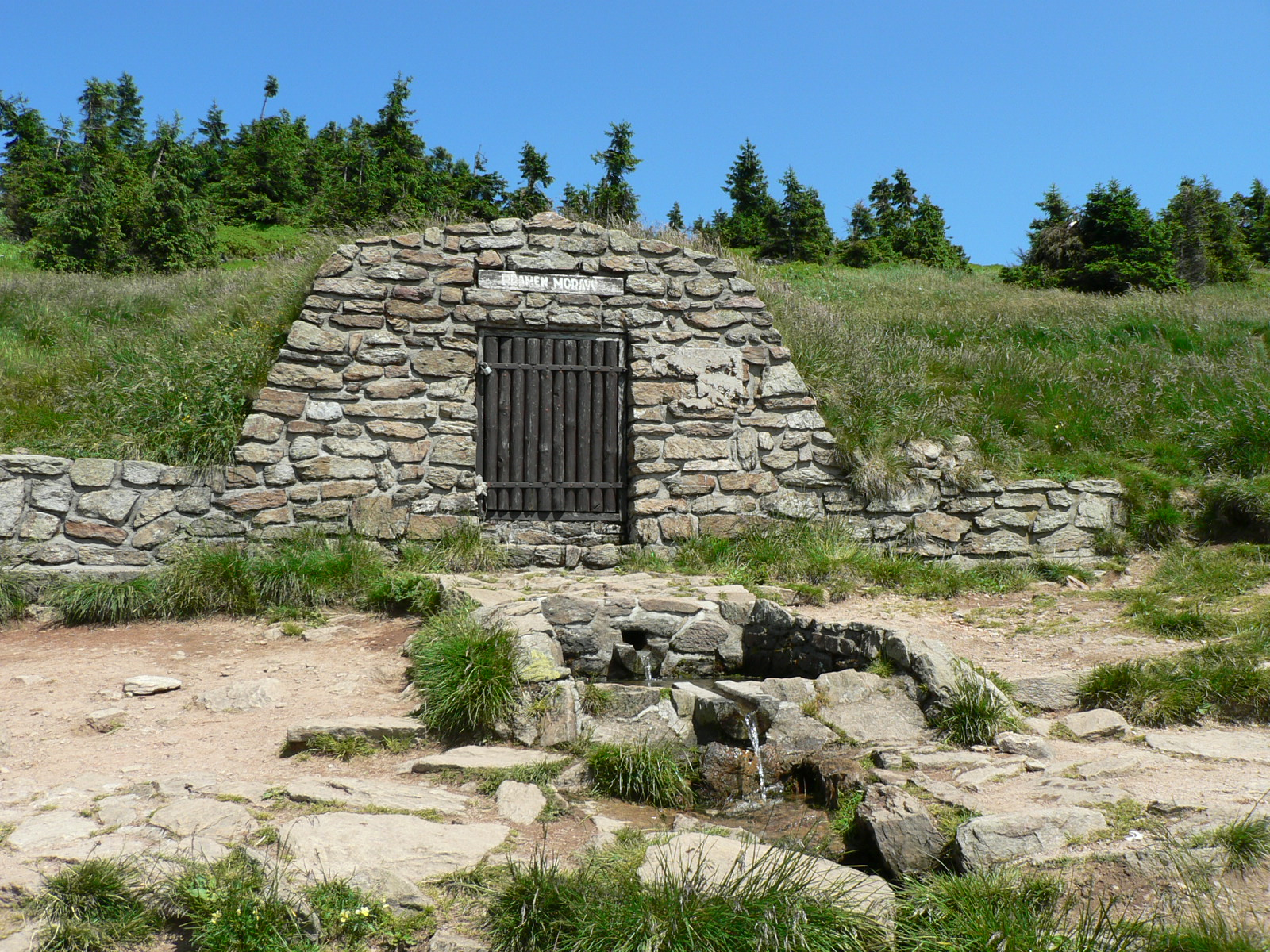
El nacimiento del Morava en Králický Sněžník
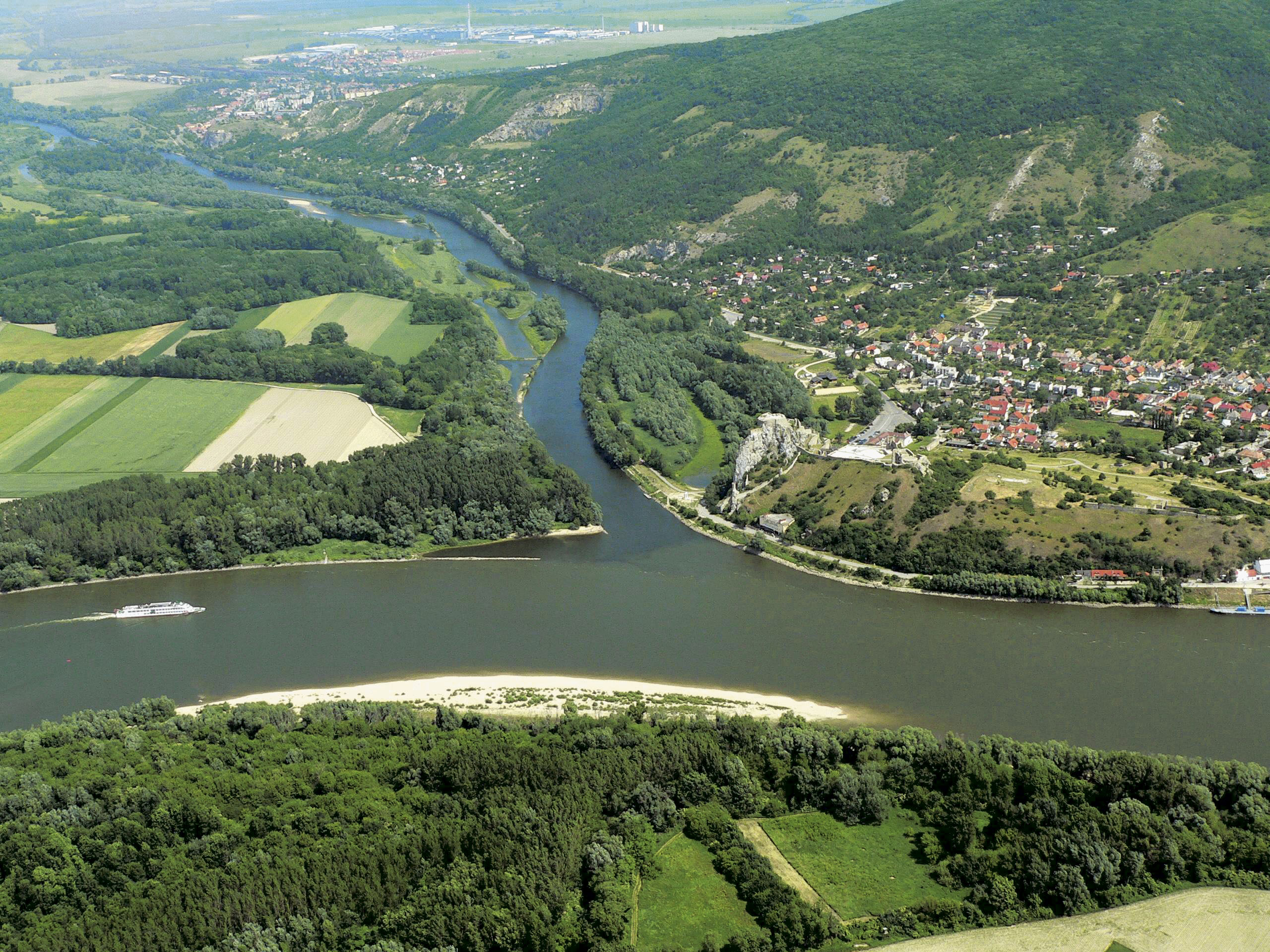
La confluencia del Morava y el Danubio.
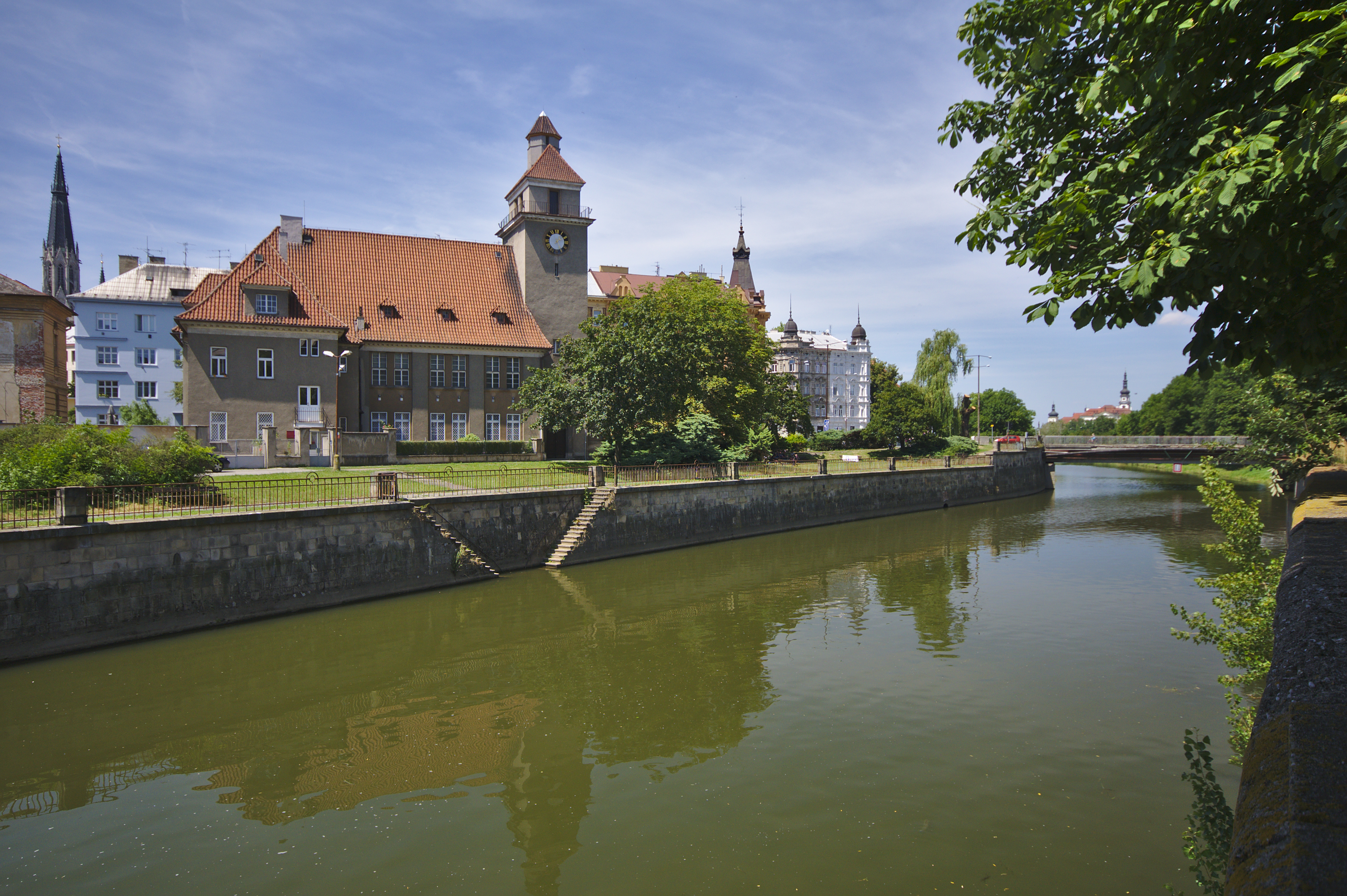
El Morava en Olomouc
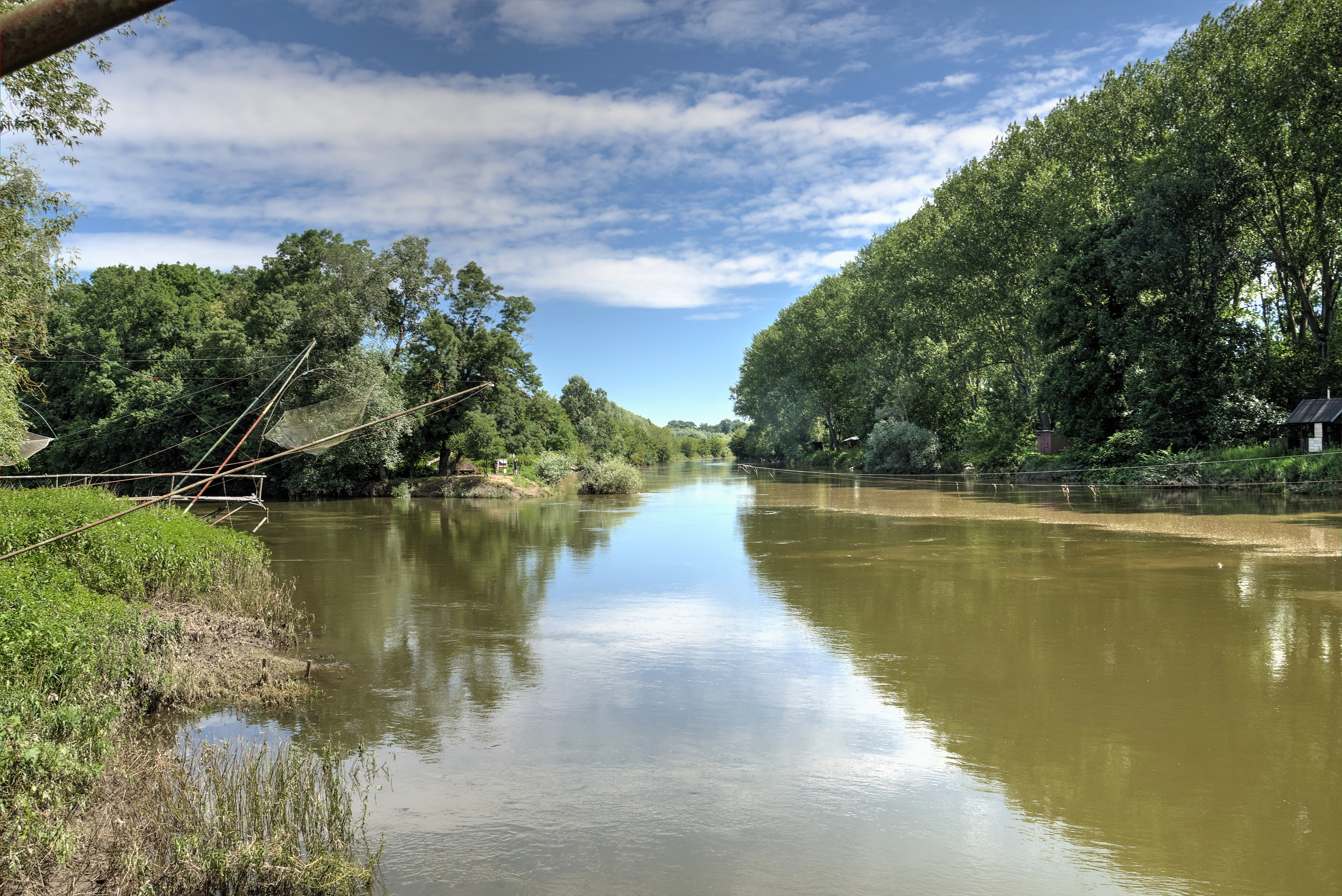
Confluencia Thaya-Morava: intersección de tres fronteras, austriaca, checa y eslovaca

## Ecología
El río Morava forma un importante vínculo entre el valle del Danubio y las llanuras del norte de Europa, tanto para los animales como, al menos históricamente, para los humanos. Su débil pendiente a través de las llanuras planas significa además que el río es propenso a serpentear e inundar las zonas próximas, creando vastas llanuras de inundación. Por estas razones, las llanuras de inundación del río Morava se encuentran entre los ecosistemas de mayor diversidad biológica de Europa.
Su riqueza en especies vegetales y animales (se han identificado unas 12.000 especies) lo sitúa en segundo lugar en cuanto a diversidad, sólo superado por el delta del Danubio. Sin embargo, durante el siglo XX, grandes extensiones del río, especialmente aguas abajo de Litovel, han sido reguladas con el consiguiente efecto de pérdida de llanuras de inundación.
Como la cuenca fluvial está densamente poblada y, especialmente la parte checa, industrializada, el río también recibe muchas aguas residuales. La agricultura también contribuye a la propagación de nitrógeno y otros nutrientes en el río. No obstante, la parte central del río ha conservado gran parte de su carácter natural y se han hecho esfuerzos conscientes para proteger la naturaleza y el ecosistema de la cuenca fluvial.

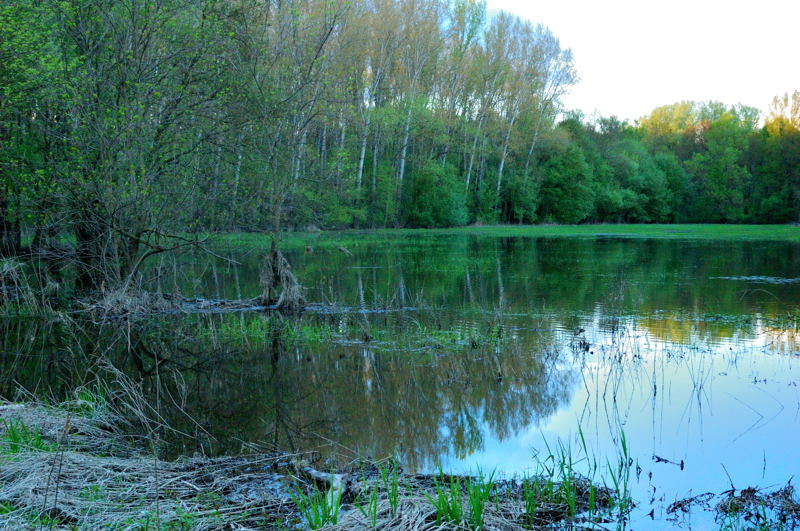
Bosque inundado
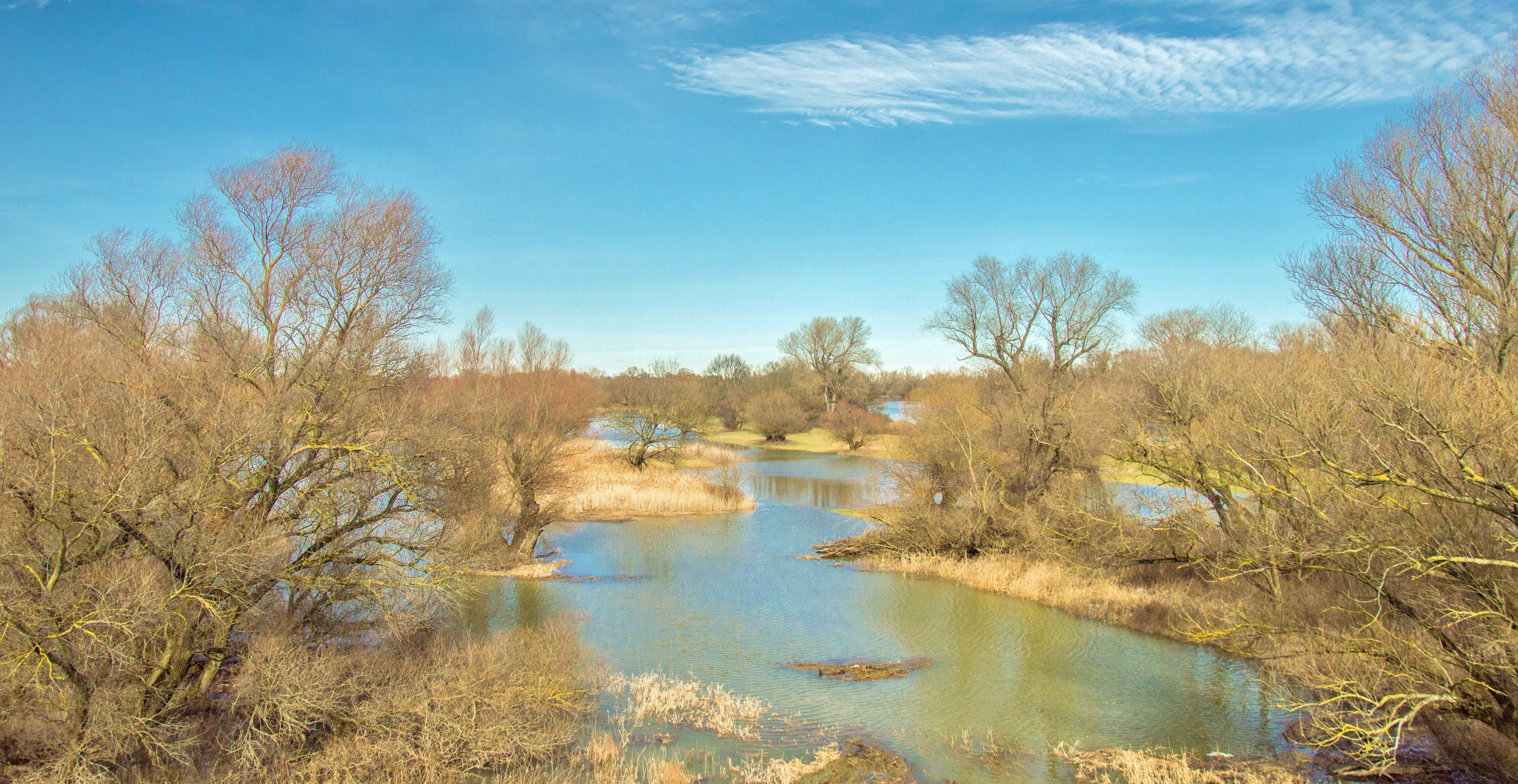
Prado inundado
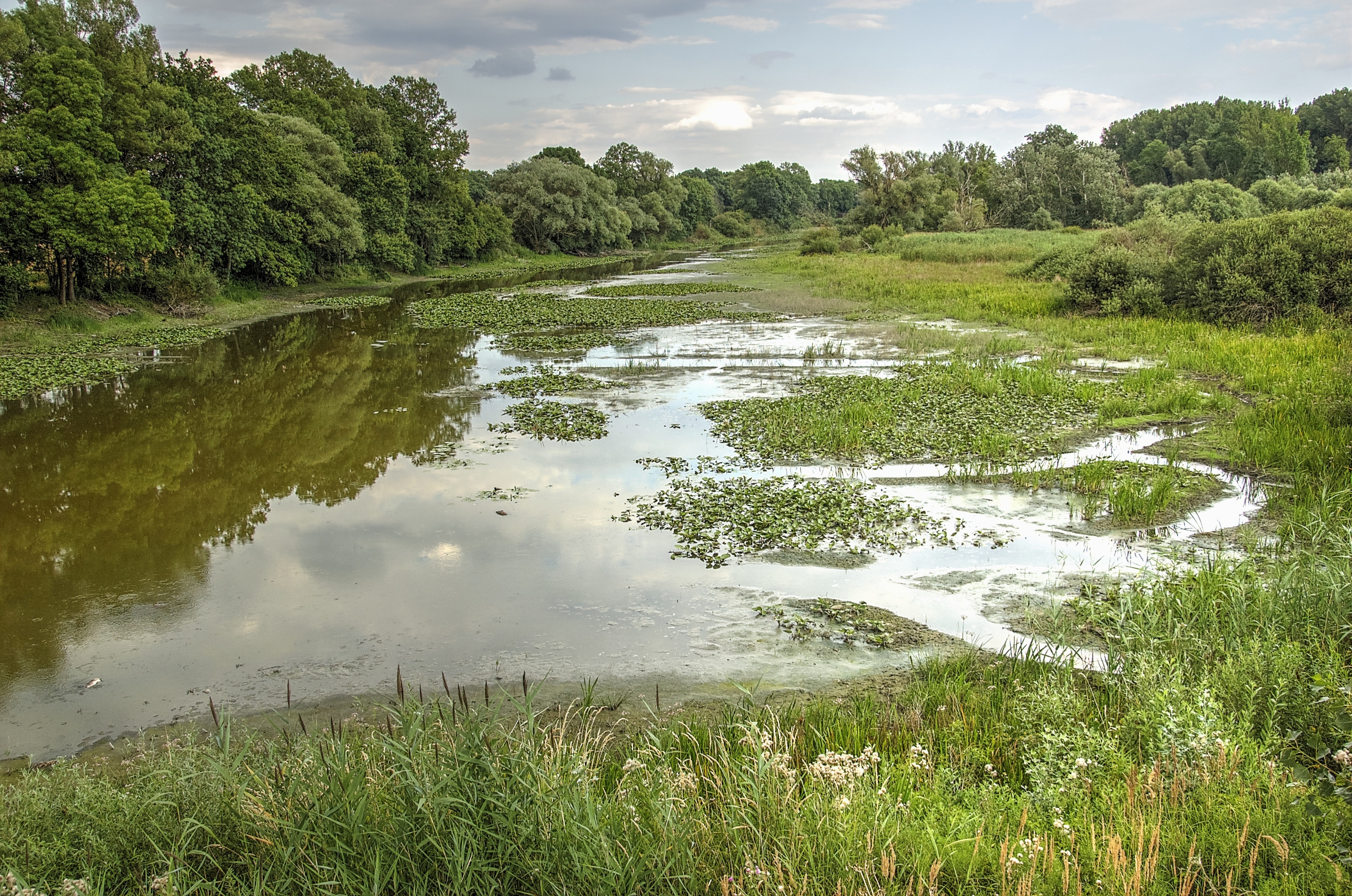
Uno de los muchos lagos de meandro del Morava
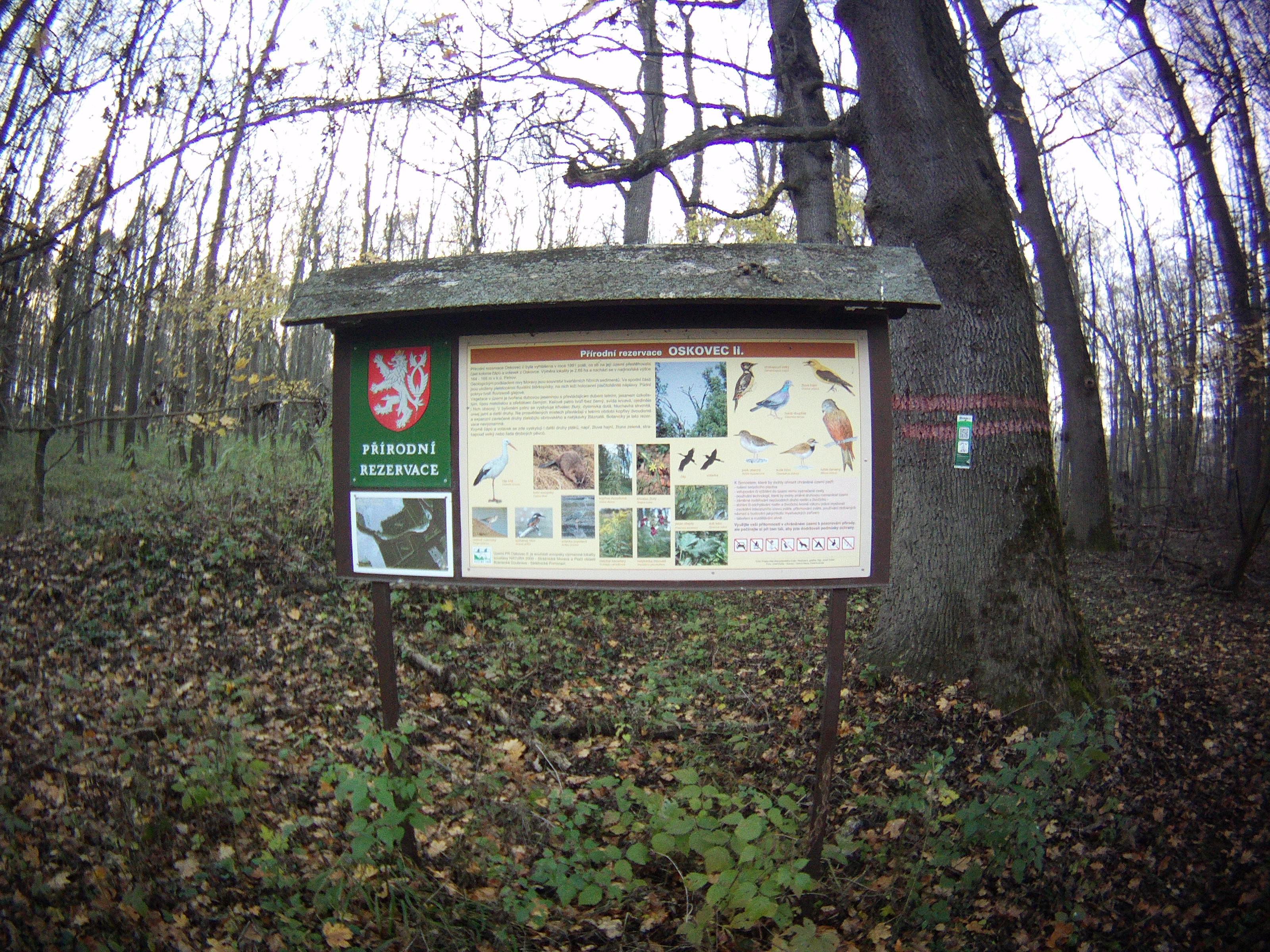
Parque natural Strážnické Pomoraví en la República Checa, una de las varias áreas naturales protegidas a lo largo del Morava